# Аккордовая клавиатура
Аккордовая клавиатура — устройство ввода данных, в котором символы или команды формируются нажатием нескольких клавиш одновременно, как при извлечении аккордов на пианино или на других клавишных музыкальных инструментах. Грубо говоря, если взять семь клавиш и каждая клавиша будет соответствовать одному биту в байте, мы можем воспроизвести любой символ ASCII, при условии, что мы знаем двоичный код нужного нам символа или команды.

## История

Раскладка англоязычной стенографической машинки

Самая ранняя известная аккордовая клавиатура применялась в «пятиигольном» телеграфе, разработанном в 1836 году.
Впервые широкое применение аккордовая клавиатура получила в стенотипной машине, используемой стенографистами суда (изобретена в 1868 году и по-прежнему находится в обращении). Но стенография представляет собой фонетический код, который требует последующей расшифровки (обычно тем же самым оператором, который записывал оригинал), а не готовый текст.
Исследователи из IBM изучали аккордовую клавиатуру как для пишущих машинок, так и для компьютерного ввода данных, предполагая, что можно было бы достичь скорости большей, чем при печати слепым методом, если некоторые аккорды использовать для ввода целых слов или их частей. Один из проектов имел 14 клавиш, которые имели углубления на гранях, так что один палец мог нажать две смежных клавиши для получения дополнительных комбинаций. Их результаты были неубедительными, но исследования продолжались по крайней мере до 1978 года.

## Коммерческое применение
Современным примером аккордовых клавиатур являются клавиатура GKOS, CyKey FrogPad, EkaPad, которые предназначены для мобильных компьютеров и/или сотовых телефонов.
- Клавиатура GKOS основана на 6 клавишах с различными символами и командами для 26−1=63 различных сочетаний клавиш. Клавиши расположены с задней стороны подключаемого устройства и дают возможность работать при помощи 6 пальцев (указательный, средний и безымянный), держа устройство обеими руками.
- FrogPad предназначена для набора текста при помощи одной руки. Содержит 20 клавиш (15*6 сочетаний клавиш), подключается к мобильным устройствам посредством USB или Bluetooth.

## Преимущества и недостатки
В отличие от обычной клавиатуры, аккордовая клавиатура занимает намного меньше места, что является большим плюсом в мобильных устройствах, включая носимый компьютер. Кроме того, вместо размещения более 100 мелких клавиш можно оставить 5-8, но удобных для рук.
Иногда высказывается мнение, что в обычной клавиатуре много времени тратится на перемещение пальцев от одной клавиши к другой; но в то же время можно, ещё не отпустив одну клавишу, уже поднести палец к другой.
Обычная клавиатура проще для начинающих пользователей, им нужно только найти клавишу с нужным символом и нажать её. У аккордовой клавиатуры просто нет возможности как-то обозначить клавиши, этого в принципе и не нужно. Аккордовая клавиатура подразумевает только ввод вслепую, при этом можно достичь неплохой скорости ввода одной рукой в условиях, где обычную клавиатуру просто невозможно использовать.